# Chlamydorhynchus evekumiensis
Chlamydorhynchus evekumiensis är en plattmaskart som beskrevs av Evdonin LA 1977. Chlamydorhynchus evekumiensis ingår i släktet Chlamydorhynchus och familjen Placorhynchidae. Inga underarter finns listade i Catalogue of Life.